# Енгелхард VI фон Вайнсберг
Енгелхард VI фон Вайнсберг (на немски: Engelhard VI von Weinsberg; * пр. 1298; † 3 декември 1346) е господар на Вайнсберг в Баден-Вюртемберг.
Той е син на Конрад III фон Вайнсберг († 1296) и съпругата му Елизабет фон Катценелнбоген († 1330), дъщеря на граф Дитер V фон Катценелнбоген († 1276) и Агнес фон Алтенбаумберг († 1258). Сестра му Агнес фон Вайнсберг († 3 май 1320) е омъжена пр. 16 октомври 1312 г. за маркграф Фридрих II фон Баден († 21 юни 1333).
Енгелхард VI фон Вайнсберг се жени пр. 23 юни 1329 г. за графиня Анна фон Хелфенщайн (* пр. 1314; † сл. 15 октомври 1361), дъщеря на граф Улрих III фон Хелфенщайн († сл. 1315) и втората му съпруга Маргарета фон Тогенбург (* пр. 1295). Те нямат деца.
Фамилията фон Вайнсберг измира по мъжка линия ок. 1507 г.